# ジュリアン・ハワード・アシュトン
ジュリアン・ハワード・アシュトン（英語: Julian Howard Ashton）は、イングランド生まれのジャーナリスト、著述家、芸術家、および評論家である。ハワード・アシュトンとも呼ばれ、オーストラリアでかなりの成功を収めた。

## 歴史
ジュリアン・ロッシ・アシュトンとその妻であるイライザ・アシュトンの息子として、ロンドンのイズリントン区で生を受けたアシュトンは、1878年に家族と共にメルボルン、その5年後にシドニーに引っ越した。そこは父のジュリアン・ロッシ・アシュトンがジュリアン・アシュトン美術学校を設立した場所だった。
シドニー・モーニング・ヘラルドで配送担当の若手記者となったアシュトンであったが、2年後にはメルボルンに引っ越した。そこはジ・アーガスで記者の職を得た場所であった。また10代後半と成人になったばかりの時期にはザ・デイリー・テレグラフに肖像画を描いたりもした。20代前半までには地元メディア、新聞社、作曲、文学、および論評における有名人となった。1910年には音楽評論家の肩書を与えられた。ザ・ブレティン掲載の短編小説で有名になったアシュトンは、画廊で自分の絵を売るようになり、それからジ・ポール・モール・ガゼットやチャンバーズ・エジンバラ・ジャーナルのようなイギリスの雑誌への寄稿を始めた。彼は雑誌と新聞社の立派で熱心な社員となった。1926年に音楽評論などを再開した頃には副編集長になっていた。
決してプロの芸術家になることをよしとしなかったアシュトンであったが、それにもかかわらず、1938年にはシドニー150周年祭風景画賞（Sydney sesquicentenary prize for landscape drawings）を受賞した。芸術家だけではなく、モスマンにある自宅で客や下宿人ももてなすことで知られる音楽家でもあった。このような経緯からシドニー弦楽四重奏団の結成提案が提示された。
アシュトンはセミを専門とするアマチュアの昆虫学者になった。
1942年から1945年まで、もしくはそれ以降もニューサウスウェールズ州王立芸術協会の会長であった（ハワードの父親も1897年から1898年、および1907年から1921年まで会長職を務めた）。
ニューサウスウェールズ州において86歳で没した後に火葬された。

## 家族
アシュトンは画家のジュリアン・ロッシ・アシュトンと彼の最初の妻であるイライザ・アン・アシュトン（旧姓：ピュー）との間に生まれた最初の子供であった。父が設立した美術学校に出席する一方で、メアリー・エセル・ロバーツ（1945年12月15日没）との交際を始め、1908年1月24日に2人は結婚した。同時に2人は3人の息子と1人の娘を設けた。メアリーの死から2ヶ月を経て、アシュトンは少しでも家族の近くにいようと絵画や読書などに人生を捧げた。
三男のジュリアン・リチャード・アシュトンと、その妻であるエディット・ウォンドリア・"ウェンダ"・アシュトン（旧姓：スミス）は1960年からジュリアン・アシュトン美術学校を運営した。